# Бруно Броєр
Бруно Броєр (нім. Bruno Bräuer; 4 лютого 1893, Вільмансдорф Сілезія — 20 травня 1947, Афіни) — німецький воєначальник, генерал парашутних військ люфтваффе. Кавалер Лицарського хреста Залізного хреста.

## Біографія
Закінчив унтерофіцерську школу (1912). Службу розпочав 1 квітня 1912 року унтерофіцером 155-го піхотного полку. Учасник Першої світової війни на Західному та Східному фронтах, в тому числі у складі штурмових частин. 7 серпня 1919 року призначений командиром взводу 9-го стрілецького полку. 1 січня 1920 року перейшов на службу в поліцію, з 1922 року служив в Берліні. З 25 лютого 1933 року — командир роти групи земельної поліції «Веке», яка 12 січня 1934 року отримала назву «Генерал Герінг». З 1 квітня 1935 року — командир батальйону цієї групи. 1 жовтня 1935 року група була передана люфтваффе як полк «Генерал Герінг», а Броєр залишився командиром батальйону (з 10 листопада 1935 року — 1-го єгерського батальйону). 1 вересня 1937 року очолив 4-й (парашутний) батальйон полку, був одним із перших німецьких парашутних командирів, брав активну участь у формуванні перших парашутних частин. З 1 квітня 1938 року — командир 1-го батальйону 1-го парашутного полку, з 1 січня 1939 року — командир всього полку. Прославився своїми блискучими діями під час Французької кампанії. Під час проведення Критської операції з 16 березня по 1 червня 1941 року командував бойовою групою «Захід». 6 вересня 1942 року зарахований в резерв і відправлений на Крит, де 23 лютого 1943 року був призначений комендантом фортеці «Крит» і начальником Критської авіаційної області. 1 червня 1944 року переведений в резерв ОКЛ, а 2 березня 1945 року прийняв командування 9-ю парашутною дивізією, проте незабаром тяжко захворів і 19 квітня 1945 року був змушений здати посаду. 10 травня 1945 року арештований британською військовою владою, а потім виданий грецькій владі. Засуджений військовим трибуналом до страти. Розстріляний.

## Звання
- Єфрейтор (1 грудня 1911)
- Унтерофіцер (1 липня 1912)
- Фельдфебель (1 жовтня 1915)
- Віцефельдфебель (1 грудня 1916)
- Кандидат в офіцери (1 жовтня 1917)
- Лейтенант (7 серпня 1919)
- Лейтенант поліції (1 січня 1920)
- Оберлейтенант поліції (29 вересня 1923)
- Гауптман поліції (4 квітня 1928)
- Майор поліції (1 червня 1935)
- Майор (15 жовтня 1935)
- Оберстлейтенант (1 січня 1938)
- Оберст (1 січня 1939)
- Генерал-майор (1 вересня 1941)
- Генерал-лейтенант (6 вересня 1942)
- Генерал парашутних військ (1 червня 1944)

## Нагороди
- Залізний хрест
  - 2-го класу (14 жовтня 1914)
  - 1-го класу (1 квітня 1917)
- Почесний хрест ветерана війни з мечами
- Медаль «За вислугу років у Вермахті» 4-го, 3-го, 2-го і 1-го класу (25 років)
- Знак парашутиста Німеччини (4 липня 1936)
- Медаль «У пам'ять 13 березня 1938 року»
- Медаль «У пам'ять 1 жовтня 1938» із застібкою «Празький град»
- Застібка до Залізного хреста
  - 2-го класу (20 жовтня 1939)
  - 1-го класу (23 травня 1940)
- Лицарський хрест Залізного хреста (24 травня 1940)
- Відзначений у Вермахтберіхт (9 червня 1941)
- Нарукавна стрічка «Крит»
- Нагрудний знак люфтваффе «За наземний бій»
- Німецький хрест в золоті (13 квітня 1942)